# Tjiwangi
Die Tjiwangi war ein Passagierschiff der niederländischen Koninklijke Java-China-Paketvaart Lijnen, das 1950 in Dienst gestellt wurde. Das 1974 als Kota Bali nach Singapur verkaufte Schiff blieb bis 1984 in Fahrt und wurde anschließend in Shanghai abgewrackt.

## Geschichte
Die Tjiwangi entstand unter der Baunummer 751 bei Van der Giessen in Krimpen aan den IJssel und wurde am 29. April 1950 vom Stapel gelassen. Die Übernahme an die Koninklijke Java-China-Paketvaart Lijnen und die Indienststellung auf der Strecke von Niederländisch-Indien nach Hongkong fanden noch im selben Jahr statt. Ihr Schwesterschiff war die 1951 in Dienst gestellte Tjiluwah.
Im Juli 1960 wechselte das Schiff auf die Strecke nach Australien und Japan, nachdem es fortan von der Royal Interocean Lines bereedert wurde. 1962 und 1963 erhielt die Tjiwangi eine Modernisierung, bei der unter anderem der bislang schwarze Rumpf in Weiß gestrichen wurde.
Nach einem weiteren Jahrzehnt im Dienst wurde das Schiff 1971 zum Verkauf angeboten. Neuer Eigner wurde die in Singapur ansässige Pacific International Lines, die es 1972 in Kota Bali umbenennen ließ und auf der Strecke von Singapur nach Australien und Malaysia einsetzte.
1979 ging die Kota Bali an einen malaysischen Eigner. Nach weiteren fünf Jahren Dienstzeit wurde sie 1984 ausgemustert und anschließend in Shanghai abgewrackt.